# Washington Rodríguez (boxe anglaise)
Pour les articles homonymes, voir Washington Rodríguez.
Washington Rodríguez Medina est un boxeur uruguayen né le 6 avril 1944 à Montevideo et mort le 31 décembre 2014 dans la même ville.

## Carrière
Surnommé Cuerito, il participe aux Jeux olympiques d'été de 1964 et remporte la médaille de bronze dans la catégorie poids coqs. Rodríguez passe professionnel en 1965 mais ne combat que 5 fois jusqu'en 1969 pour un bilan de 4 victoires (sans titre en jeu) et 1 défaite.